# 호르헤 올긴
호르헤 마리오 올긴(스페인어: Jorge Mario Olguín, 1952년 5월 17일 ~ )은 은퇴한 아르헨티나의 축구 선수이자 감독이다. 포지션은 오른쪽 수비수였다. 1978년 FIFA 월드컵의 우승 멤버이다.
올긴은 아르헨티나 최고의 오른쪽 수비수로 여겨지는데, 6번의 리그 우승, 1번의 코파 리베르타도레스 우승과 월드컵 우승을 했다. 1971년 CA 산로렌소에서 데뷔, 8년간 뛰며 3번의 트로피를 들어올렸다. 1976년에는 아르헨티나 축구 국가대표팀에 뽑혀 1978년 월드컵 우승에 기여했다. 1980년 인데펜디엔테로 이적했으나 팀내에서 페드로 몬손과 경쟁해야 했다. 1982년 FIFA 월드컵에도 뽑혔으나 2라운드에서 탈락했다. 1983년 메트로폴리타노 챔피언쉽에서 우승했다. 1984년에는 아르헨티노스 주니어스로 이적해 2번의 리그 우승과 코파 리베르타도레스에서 우승을 했다. 1988년 그곳에서 은퇴하였다.